# Машуренко Руслан Олександрович
Руслан Олександрович Машуренко (13 березня 1971) — український дзюдоїст, призер Олімпійських ігор у Сіднеї.
Бронзову олімпійську медаль Руслан Машуренко виборов на сіднейській Олімпіаді в середній вазі.

## Спортивна біографія
Руслан Машуренко за свою спортивну кар'єру став неодноразовим чемпіоном України, чемпіоном Європи серед клубів, неодноразовим призером Чемпіонату Європи (1995 і 2000 років), чемпіон світу серед студентів з дзюдо. Руслан Машуренко 1996 року взяв участь у Олімпіаді в Атланті (США), де боровся у ваговій категорії до 90 кг і посів 13 місце. Руслан зазнав поразки від румунського дзюдоїста Адріана Кройтору, якому також програв у сутичках за бронзу на чемпіонаті світу-1993 у Гемілтоні та чемпіонаті Європи-1994 у Гданську.
Перший тренер — Лісовицький Всеволод Миколайович, тренери — Калінський Анатолій Миколайович та Бондарєв Анатолій Іванович.

### Олімпійські ігри у Сіднеї
Ігри-2000 для Руслана Машуренка почалися невдало — з поразки від француза Фредеріка Демонфукона, якого рівно за три місяці до цього Руслан переміг у сутичці за бронзу на чемпіонаті Європи. Демонфукон також став володарем бронзової медалі у цій же ваговій категорії у Сіднеї, але перед цим вийшов у півфінал, дозволивши Руслану боротися у втішних зустрічах за 3 місце. Всі 4 втішні зустрічі з представниками Пуерто-Рико, Аргентини, Іспанії та Канади українець виграв чисто — «іппон», і у підсумку завоював бронзову медаль 2000 року на Олімпійських іграх у Сіднеї (Австралія).
Також займався самбо, є срібним та бронзовим призером чемпіонату Світу з самбо.

## Подальша кар'єра
На сьогоднішній день проживає у Києві, є Віце-президентом Федерації дзюдо України, а також Почесним президентом Федерації дзюдо Одеської області.

## Результативні участі у змаганнях
| Рік  | Турнір                   | Місце | Вагова категорія |
| ---- | ------------------------ | ----- | ---------------- |
| 2000 | Олімпійські ігри         | 3     | до 90 кг         |
| 2000 | Чемпіонат Європи з дзюдо | 3     | до 90 кг         |
| 1997 | Чемпіонат світу з дзюдо  | 5     | до 86 кг         |
| 1996 | Чемпіонат Європи з дзюдо | 5     | до 86 кг         |
| 1995 | Чемпіонат світу з дзюдо  | 5     | до 86 кг         |
| 1995 | Чемпіонат Європи з дзюдо | 3     | до 86 кг         |
| 1994 | Чемпіонат Європи з дзюдо | 5     | до 86 кг         |
| 1993 | Чемпіонат світу з дзюдо  | 5     | до 86 кг         |

До інших спортивних досягнень відносятя:
- заслужений майстер спорту
- неодноразовий чемпіон України
- чемпіон Європи серед клубів
- неодноразовий призер першості Європи
- срібний і бронзовий призер чемпіонату Світу з самбо
- чемпіон світу серед студентів